# زنان در قرون وسطی
زنان در قرون وسطی دارای چندین نقش گوناگون اجتماعی بودند. زنان در این دوره که قرن پنجم تا پانزدهم میلادی را در تاریخ اروپا به خود اختصاص می‌دهد نقش‌هایی مانند همسر، مادر، دهقان، صنعت‌گر، راهبه و همچنین نقش‌های مهم رهبری مانند رئیسه صومعه یا ملکه سلطنتی را عهده‌دار بودند. مفهوم زن از جهات مختلف و توسط نیروهای گوناگون در سده‌های میانه دگرگون شد.

## سده‌های میانه اولیه(۱۰۰۰–۴۷۶ میلادی)

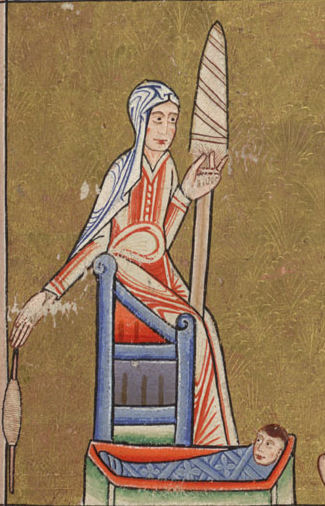
ریسندگی با دست کاری سنتی برای زنان. نقاشی مربوط به ۱۱۷۰ میلادی.

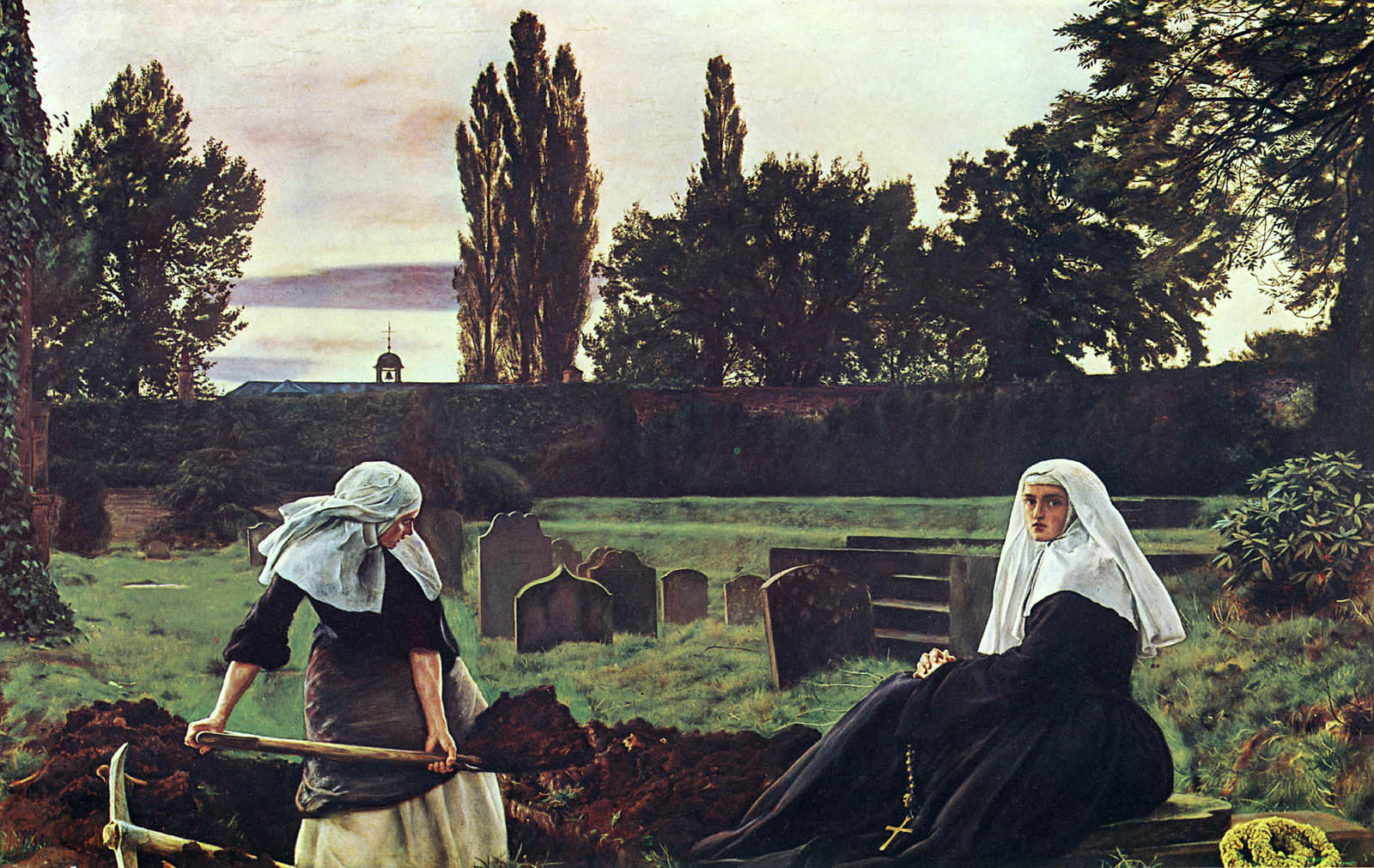
صومعه مسیحیان در سده‌های میانه یکی از گزینه‌های جایگزین زندگی زناشویی

کلیسای کاتولیک که در این دوران به عنوان یکی از بزرگ‌ترین واحدهای قدرت که با انتخاب آموزش لاتین، حفاظت از هنر نوشتن و قدرت متمرکز که توسط شبکه اسقف‌ها اداره می‌شد به عنوان تأثیرگذارترین نیروی فرهنگی به‌شمار می‌آید. به‌طور تاریخی در کلیسای کاتولیک و دیگر کلیساهای باستان نقش اسقف و دیگر نقش‌های مشابه مانند مقام کشیش تنها به مردان محدود می‌شد. شورای نخست اورانژ (سال۴۴۱ میلادی) انتصاب زنان را به عنوان دیکون ممنوع کرد که این قانون در شورای ایپاوان (سال ۵۱۷ میلادی) و شورای دوم اورلئان (سال ۵۳۳ میلادی) تمدید شد. با تأسیس رهبانیت مسحیت نقش‌های دیگری در کلیسا برای زنان قابل دسترس شد. از قرن پنج میلادی به بعد صومعه‌های مسیحی فرصتهایی را برای برخی از زنان به وجود آوردند تا با یادگیری سواد و تحصیل از راه ازدواج و نگهداری فرزندان بگریزند ونقش دینی فعالتری را بازی کنند. رئیسه صومعه زنان می‌توانست با در اختیار داشتن مقدار قابل ملاحظه‌ای از زمین، قدرت و حکمرانی بر صومعه‌هایی که متشکل از زنان و مردان می‌شد به چهره مهمی در حوضه حقوق خود تبدیل شود. اشخاصی مانند هیلدای ویتبای در مقیاس ملی و بین‌المللی افراد با نفوذی شدند.
ریسندگی یکی از صنایع دستی سنتی زنان در این زمان بود، که در ابتدا با استفاده از دوک و دشکی انجام می‌شد. چرخ نخ‌ریسی در قرون وسطی ثانویه اختراع شد. در اکثر سدهٔ میانه تا زمان معرفی آبجوهایی که توسط رازک تهیه می‌شد. مرحله دم کردن تهیهٔ آبجو بیشتر مواقع توسط زنان انجام می‌پذیرفت؛ و این گونه‌ای شغلی بود که قابلیت انجام دادن در خانه را نیز داشت. علاوه بر آن از زنانی که ازدواج کرده بودند انتظار می‌رفت که در کسب و کار نیز به شوهرانشان کمک کنند. چنین مشارکتی با این واقعیت تسهیل شد که کارهای زیادی را در خانه یا در نزدیکی انجام می‌دادند. با این حال شواهدی وجود دارد که نشان می‌دهد قرون وسطی ثانویه زنان به کاری غیر از شغل همسرشان نیز مشغول بوده‌اند. مامایی نیز به‌طور غیررسمی انجام می‌پذیرفت و رفته رفته در اواخر سده میانه به یک شغل تخصصی تغییر یافته‌است. زنان اغلب جان خود را در هنگام زایمان از دست می‌دادند. هر چند اگر از سال‌های زایمان جان سالم به در می‌بردند می‌توانستند به اندازه مردان و حتی تا ۷۰ سالگی زندگی کنند. امید به زندگی برای زنان در قرون وسطی ثانویه به دلیل بهبود در تغذیه افزایش یافت. به مانند مردان دهقان زندگی برای زنان دهقان نیز سخت بود. زنان در این طبقه از جامعه دارای حقوق برابری جنسیتی قابل توجهی بودند. اما اغلب اوقات این به معنی فقر مشترک بود. تا زمان بهبود تغذیه زنان امید به زندگی برای آن‌ها در بدو تولد به‌طور قابل توجهی کمتر از مردان دهقان بود سنی حدود ۲۵ سال. به پیامد آن در برخی مکان‌ها چهار مرد برای هر سه زن وجود داشت.

## قرون وسطی ثانویه(۱۳۰۰–۱۱۰۰)
الینور د آکیتن (۱۲۰۴–۱۱۲۲) یکی از ثروتمندترین و پرقدرتترین زنان در اروپای غربی در دوران قرون وسطی ثانویه بود. او حامی مالی چهره‌های ادبی شاخصی همچون وس، بنوا دو سنت-مور و کرتین دو تروا بود. وی در سن پانزده سالگی جانشین پدرش شد. زنان صنعت‌گر در این دوره حقوقی برابر با مردان داشتند و سازماندهی شده در این صنف بودند.
دربارهٔ نقش زنان در کلیسا پاپ اینوسنت سوم در سال ۱۲۱۰ میلادی می‌نویسد: «مهم نیست که متبرکترین مریم جایگاه رفیع تر و درخشان تری از تمامی حواریون داشته باشد. اما بر او (مریم) نیست بلکه بر آنها (حواریون) است که خدا کلید پادشاهی بهشت را به آنها سپرده‌است.»

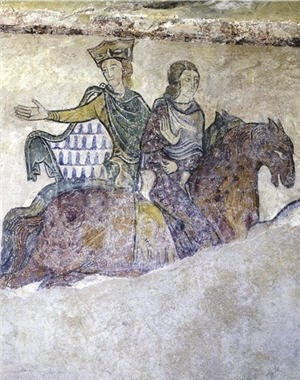
الینور د آکیتن زنی ثروتمند و قدرتمند بود.

## قرون وسطی پایانی(۱۵۰۰–۱۳۰۰میلادی)
در قرون وسطی پایانی زنانی مانند کاترین سیه‌نا و سانتا ترسا تأثیر ژرفی در گسترش عقاید الهی و بحثهای کلیسا داشتند.
ایزابل یکم، ملکه کاستیا یک پادشاهی اشتراکی را همراه با همسرش فرناندوی دوم، پادشاه آراگون داشت وژان دارک سپاه فرانسه را در چندین جنگ صد ساله با موفقیت رهبری کرد.
کریستین دو پیزان به عنوان یکی از نویسندگان معروف دربارهٔ مسائل زنان درقرون وسطی پایانی شناخته می‌شود. وی در کتاب شهر زنان (به فرانسوی: La Cité des dames) به انتقاد زن‌ستیزی می‌پردازد. در مقابل، او در گنجینه شهر زنان به فضیلت زنانه در دامنه وسیع از شاهزاده تا همسر دهقان می‌پردازد.
از اواخر قرون وسطی به بعد شروع محدودیت‌ها بر شغل‌های زنان آغاز شد و اصناف به‌طور فزاینده مختص مردان شد. حقوق مالکیت زنان نیز در این دوره محدود شد.

## تفاوت میان غرب و شرق اروپا

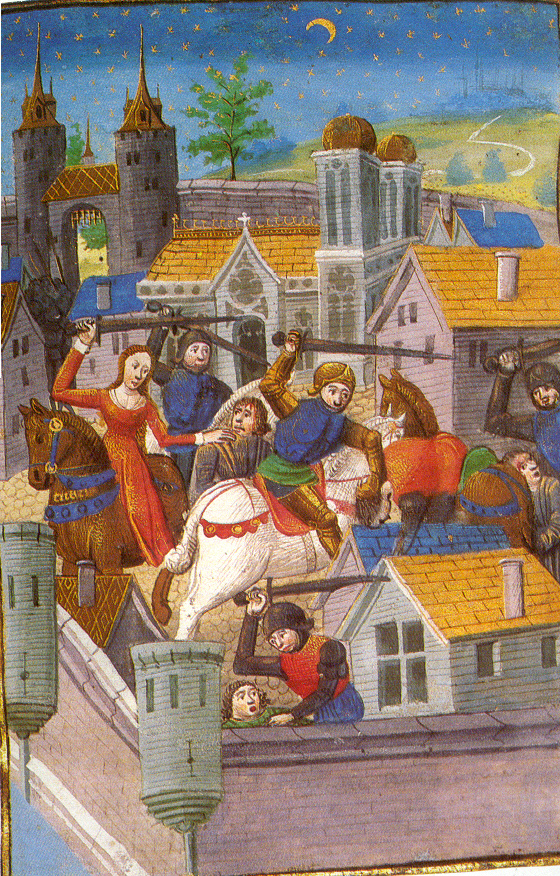
زنان جنگجو در قرون وسطی

وضعیت زنان با توجه منطقه بسیار متفاوت از یکدیگر بود. در اروپای غربی ازدواج دیر هنگام و نرخ بالای تجرد (امتناع از ازدواج یا الگوی ازدواج اروپای غربی (به انگلیسی: Western European marriage pattern) به محدود کردن پدرسالاری افراطی کمک کرد. مسیحیت و مانوریالیسم باعث ایجاد مشوق‌هایی جهت نگهداشتن خانواده‌های هسته ای و بالا رفتن سن ازدواج در نتیجه آن شدند. کلیسای غرب قوانین و شیوه‌هایی را برای تضعیف گروه‌های خویشاوندی بزرگ وضع کرد. از ابتدای قرن چهارم کلیسا هرگونه عملی مانند فرزندخواندگی ،چندهمسری داشتن معشوقه طلاق و ازدواج مجدد که موجب رشد خانواده می‌شد را تقبیح می‌کرد. کلیسا ازدواج خونی که جهت تشکیل قبایل و اداره این طوایف (و در نتیجه قدرت آنها) در طول تاریخ بوده‌است را تقبیح و ممنوع کرده بود. کلیسا همین‌طور ازداوج‌هایی که در آن عروس رضایت خود را به‌طور مشخص جهت وصلت بیان نکرده را نیز ممنوع کرد. پس از سقوط امپراتوری روم غربی مانوریالیسم نیز موجب تضعیف روابط خویشاوندی و قدرت قبایل شد. در اوایل سال‌های ۸۰۰ فرانسهٔ شمالی خانواده‌هایی که در ملک‌های اربابی کار می‌کردند کوچک بودند و اغلب از پدر، مادر
و پدر بزرگ ومادربزرگ تشکیل می‌شد. دولت و کلیسا متحد شدند تا همبستگی و در نتیجه آن قدرت طوایف را از بین ببرند. کلیسا بدنبال آن بود تا مذهب سنتی که چرخ‌های آن گروه‌های هم خون و خویشاوند بودند را از بین ببرد، قدرت ریش سفیدان قبیله را با ریش سفیدان دینی عوض کند. هم‌زمان با آن قدرت پادشاه نیز با شورش قبایل که توطئه‌ها و قتلهایی که انجام می‌دادند موجب تهدید قدرت دولت بود تضعیف شد و باعث شد تا اربابان تیول سازگاری بیشتری با کارگران بکنند.

## کمربند پاکدامنی
در قرون وسطی شوهرهای مبارز در جنگ‌های مختلف در اروپا، برای جلوگیری از استمناء و آمیزش جنسی به زنان خود کمربند پاکدامنی وصل می‌کردند و کلید آن را به راهب‌ها می‌دادند.

## نگاره‌هایی از فعالیت‌های زنان در قرون وسطی

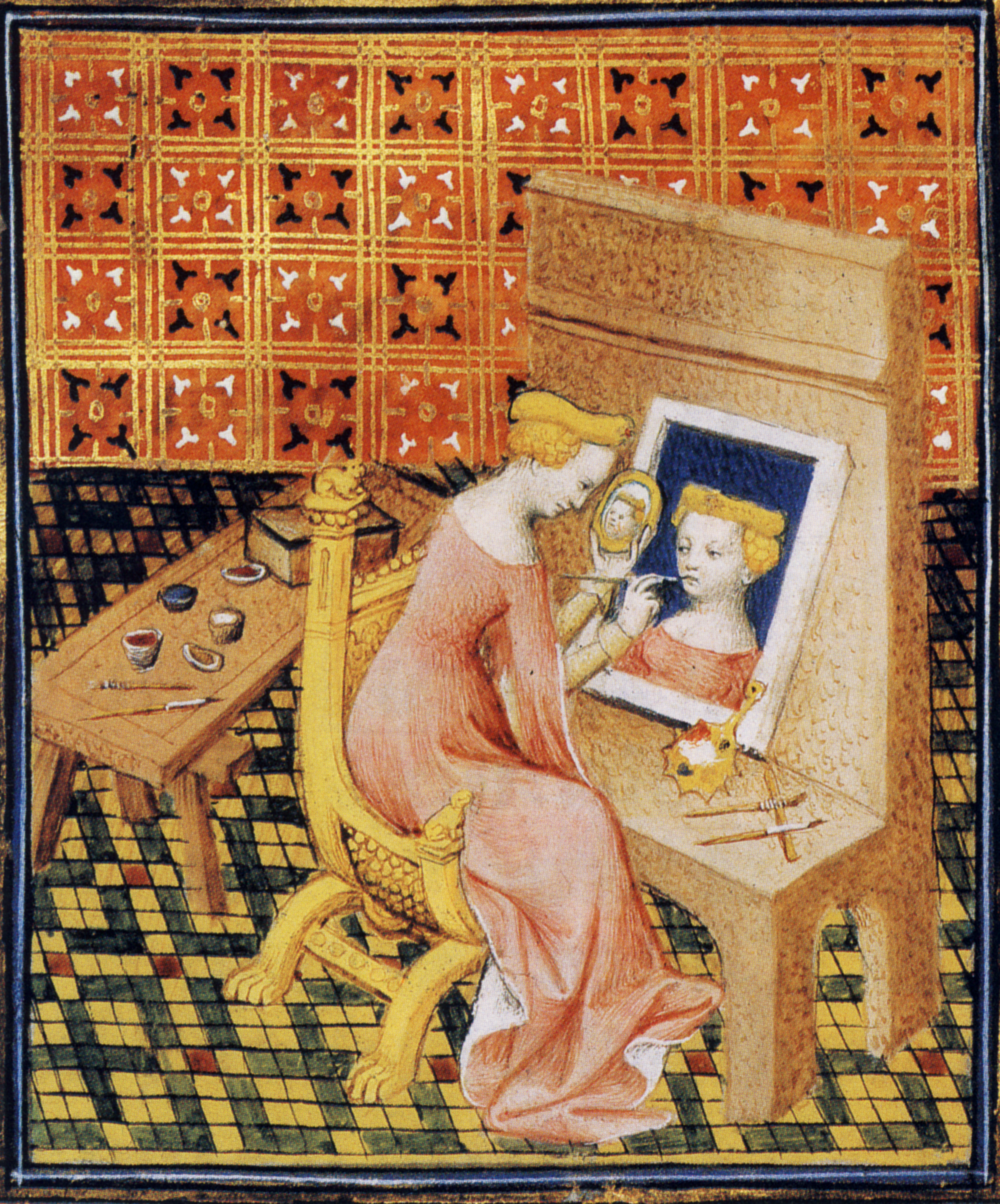
کشیدن پرتره‌ای از خود.
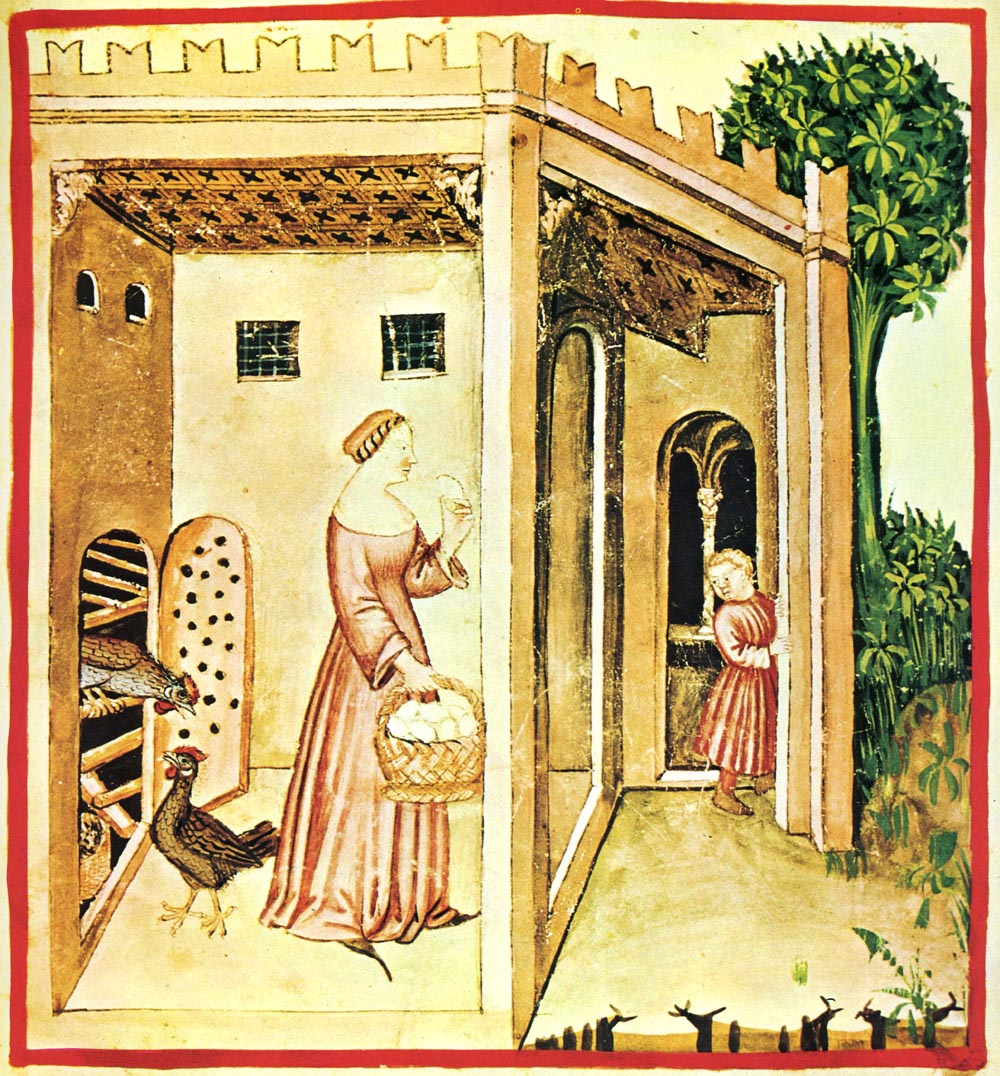
جمع آوری تخم مرغ.
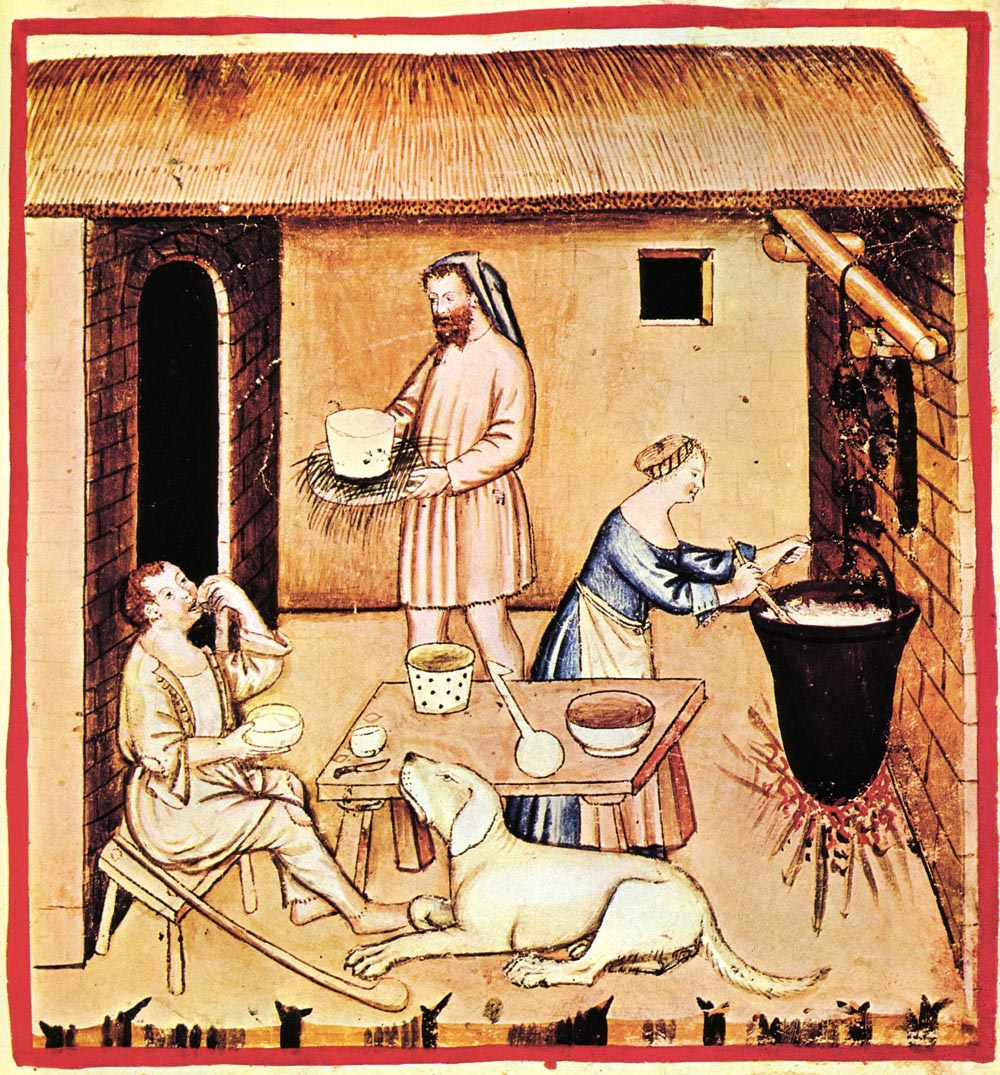
تهیه پنیر.
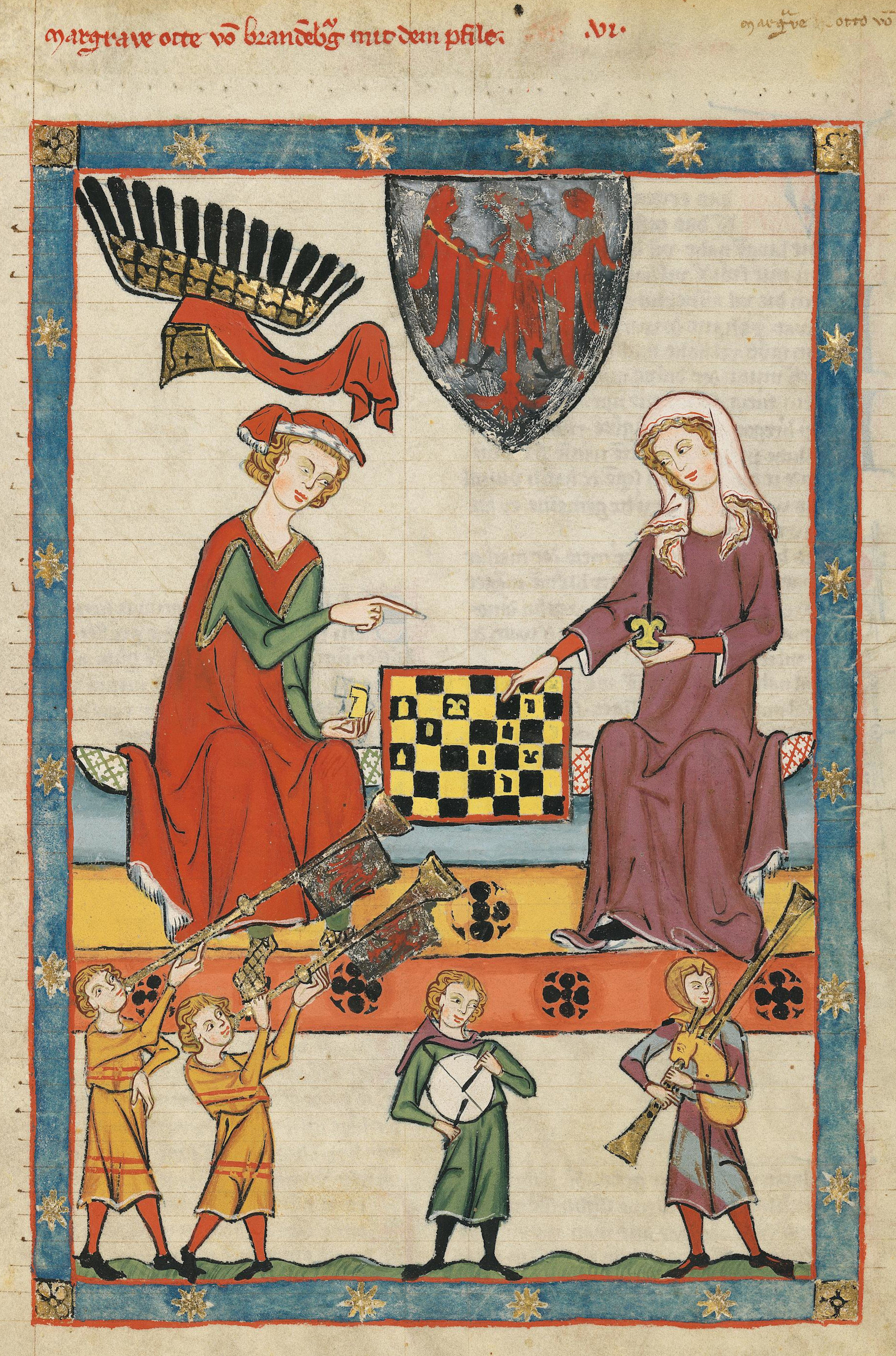
بازی کردن شطرنج با یک مرد.
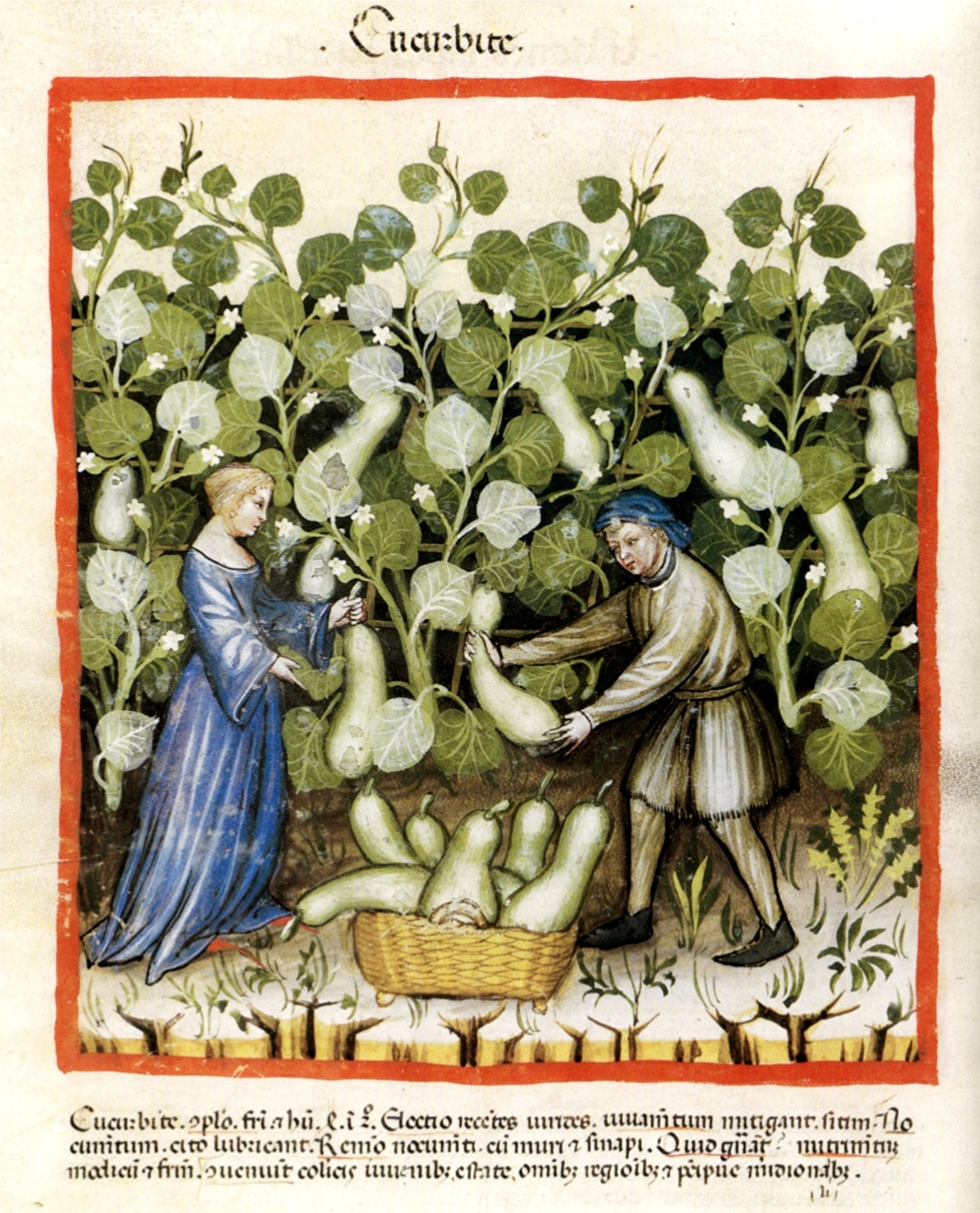
چیدن میوه‌ها همراه یک مرد.
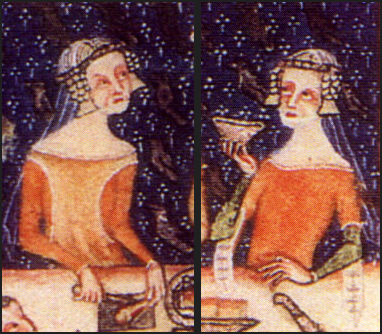
دو زن در حین خوردن ناهار.
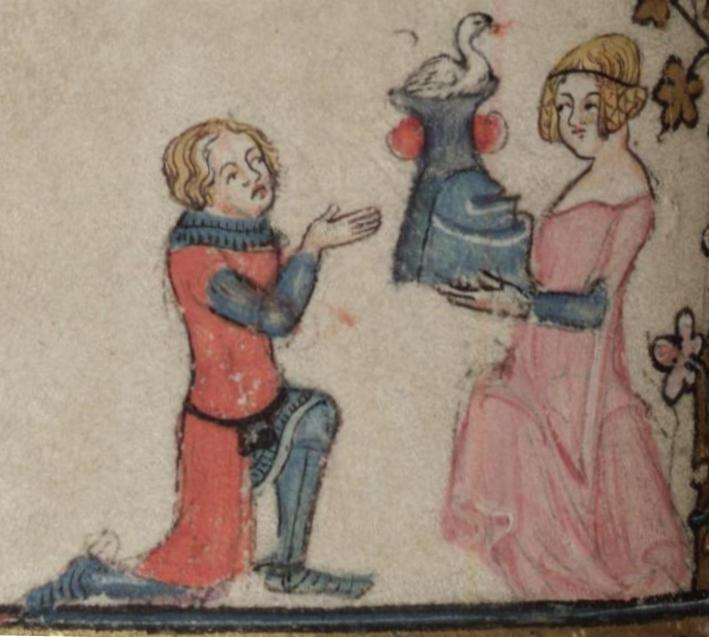
دادن کلاه خودی با قویی بربالای آن به شوالیه‌ای که زانو زده‌است.
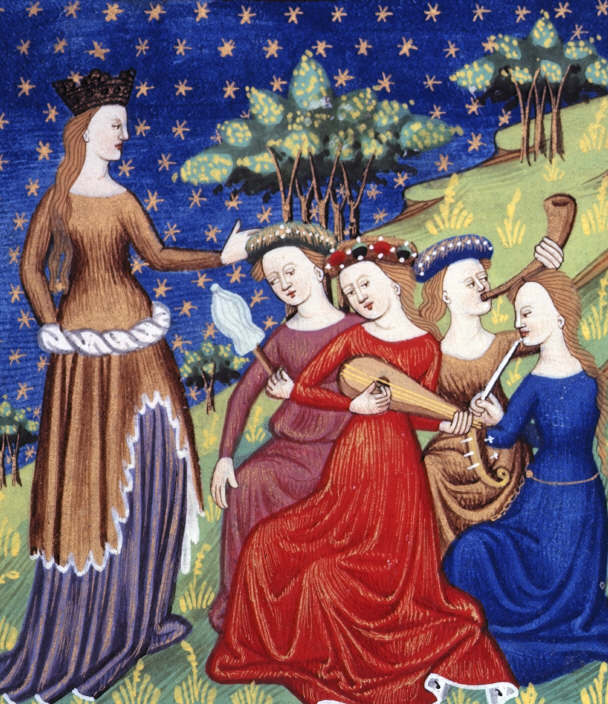
ملکه همراه با چهار ندیمه دختر که مشغول نواختن ساز هستند.
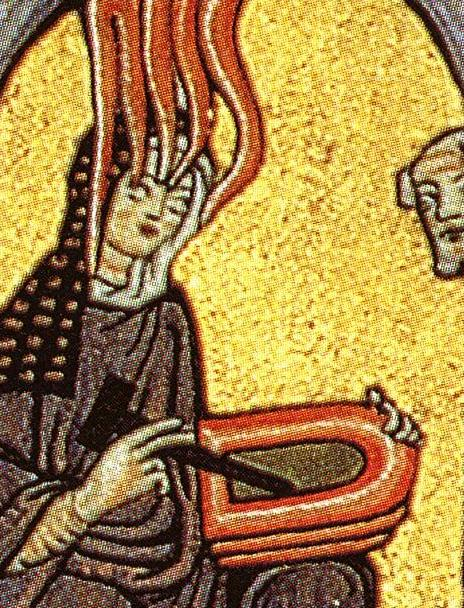
هیلدگارد بینگنی دریافت الهام الهی.
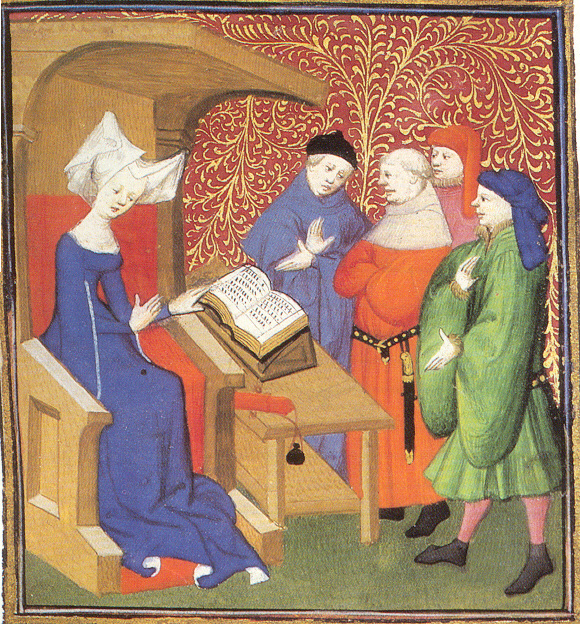
کریستین دو پیزان سخنرانی برای گروهی از مردان.
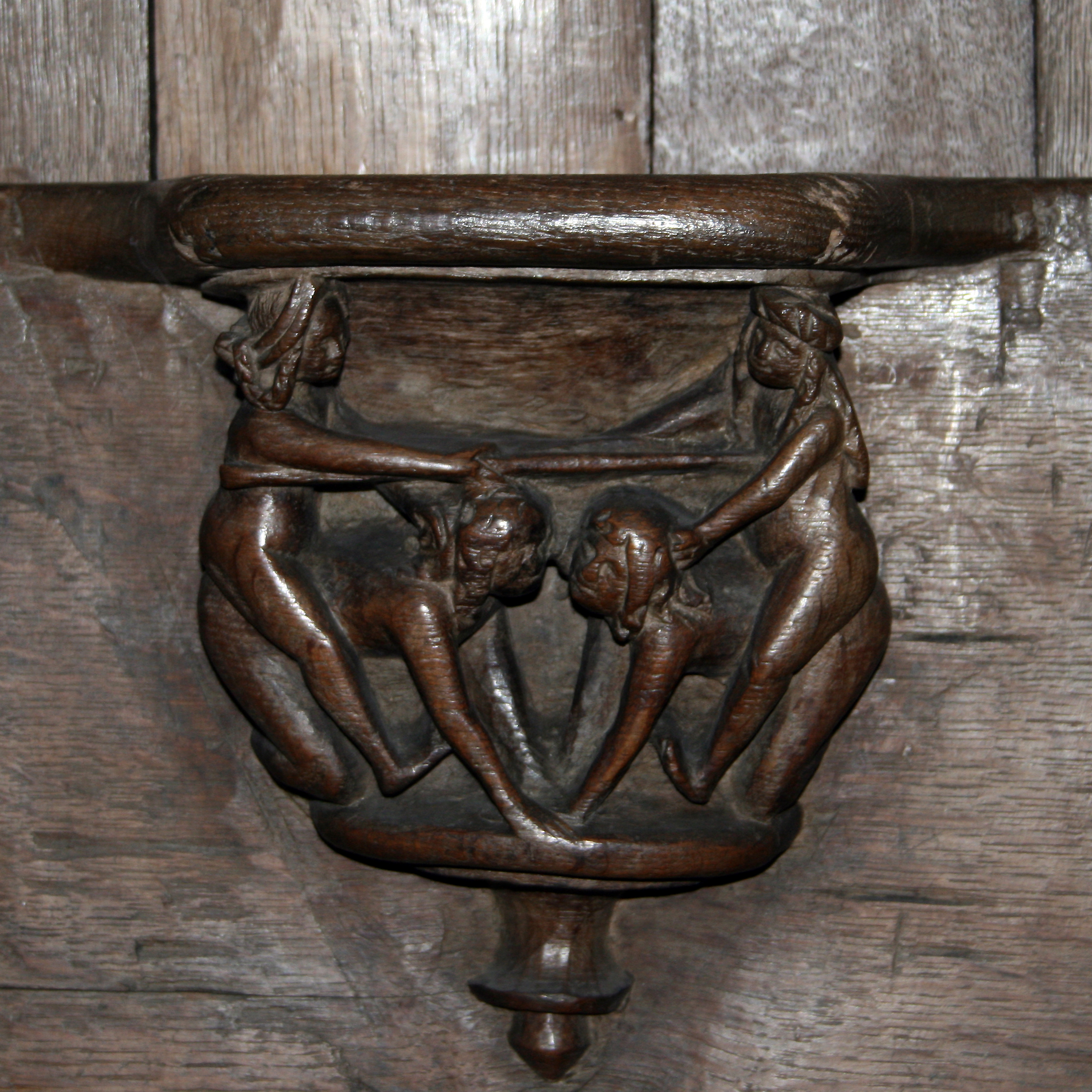
تزیین چوبی صندلی‌های کلیسا تصویری تخیلی از دوئل با نیزه دو زن برهنه که هر یک سوار بر مردی هستند.
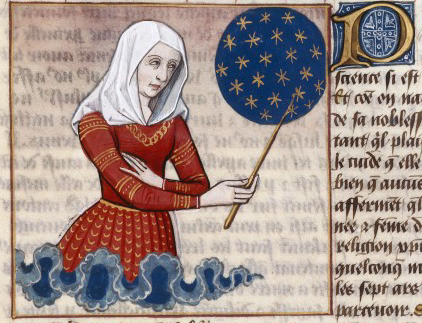
فالتونیا بتیتسیا پروبا در حال آموزش دادن تاریخ جهان از آغاز آفرینش از طریق  شعرش با نام  ویرژیل  در ستایش مسیح.نقاشی مینیاتور مربوط به قرن ۱۵ میلادی کشیده شده توسط جووانی بوکاچو.
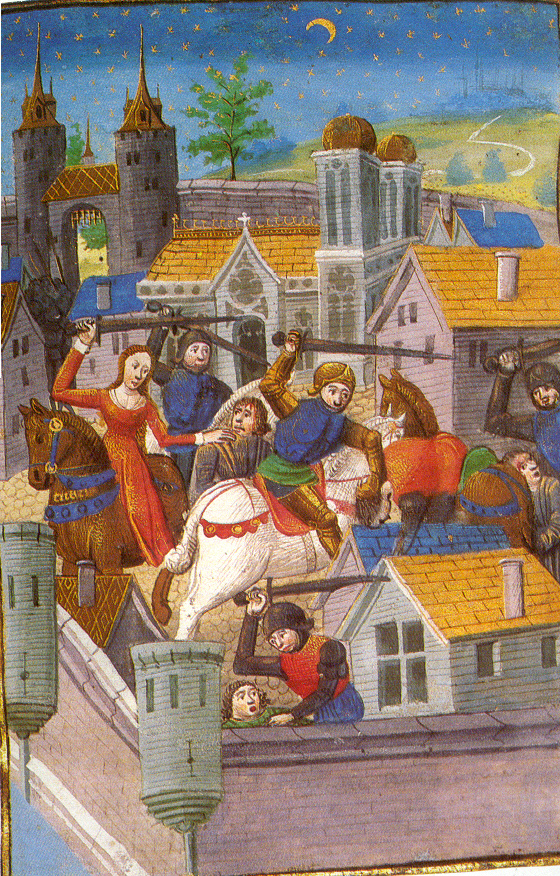
زنان با عنوان جنگاوران در حال کمک به دفاع در مقابل حمله به شهر.
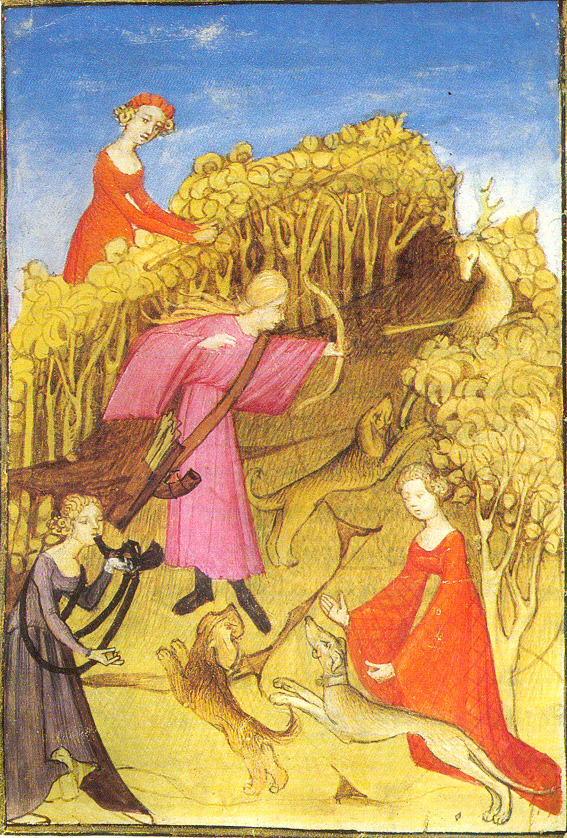
شکار: یک زن (در میانه تصویر) در حال شکار باتیر و کمان  و زنی دیگر(در سمت چپ تصویر)با استفاده از چوب سعی دارد تا شکار را به سمت شکارچی بیاورد.
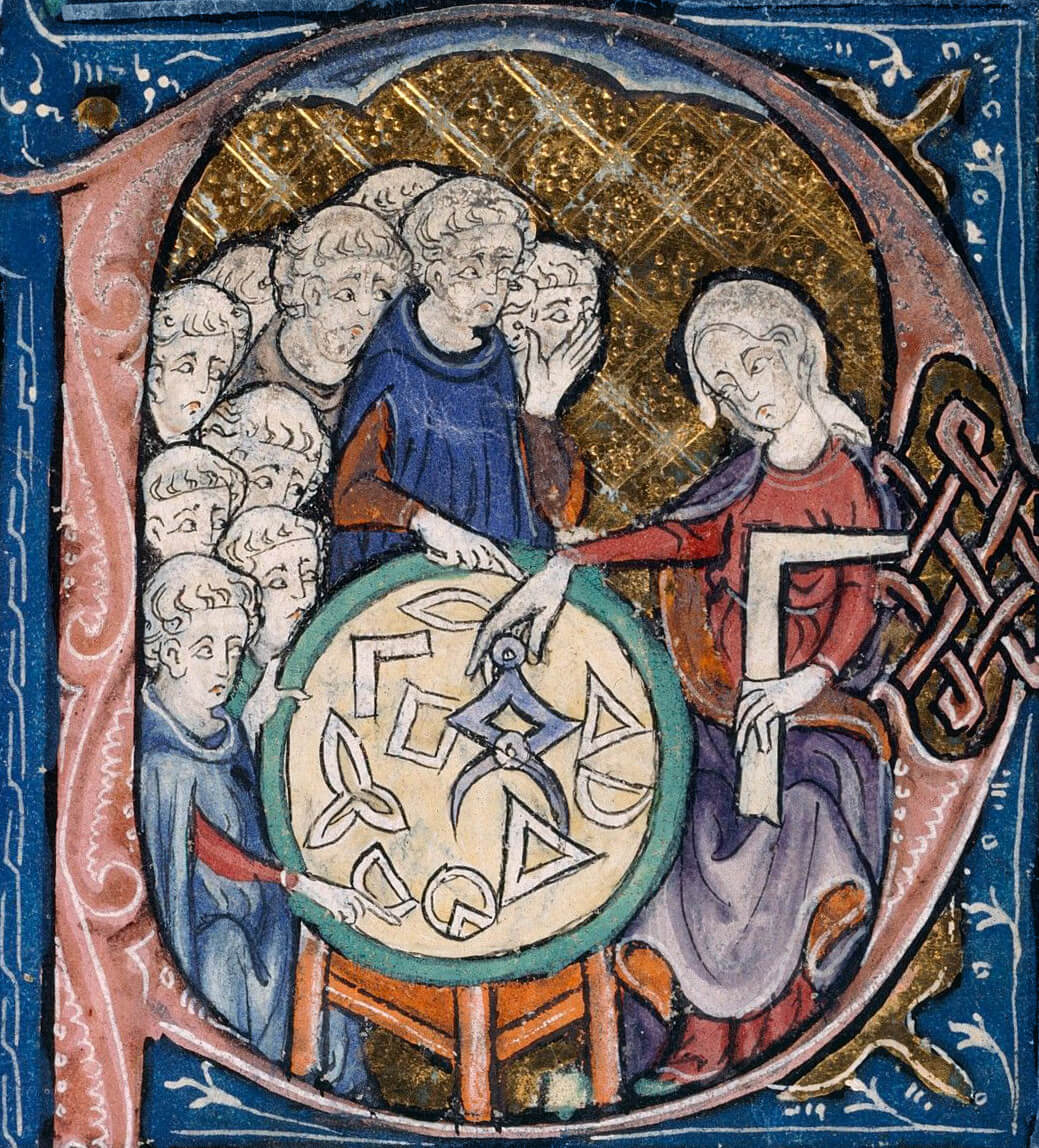
یک زن قرون وسطایی در حال آموزش دادن هندسه.
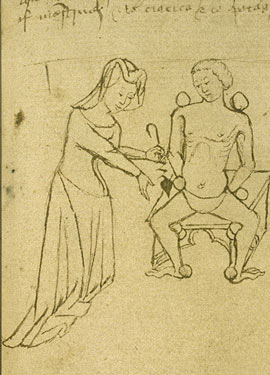
یک پزشک زن در حال معاینهٔ بیمار در قرون وسطی که لباسی مطابق با مد روز را پوشیده‌است.